# 亚美尼亚标准时间
| 淺藍 | 欧洲西部时间／格林尼治標準時間（UTC）                       |
| 藍色 | 欧洲西部时间／格林尼治標準時間（UTC）                       |
| 藍色 | 欧洲西部夏令时间／英国夏令时／愛爾蘭標準時間（UTC+1）       |
| 紅色 | 欧洲中部时间（UTC+1）                                       |
| 紅色 | 欧洲中部夏令时间（UTC+2）                                   |
| 黃色 | 欧洲东部时间／加里宁格勒时间（UTC+2）                       |
| 金色 | 欧洲东部时间（UTC+2）                                       |
| 金色 | 欧洲东部夏令时间（UTC+3）                                   |
| 淺綠 | 歐洲极东時間／莫斯科时间／土耳其時間（UTC+3）               |
| 青綠 | 亞美尼亞時間／亞塞拜然時間／喬治亞時間／薩馬拉時間（UTC+4） |

亚美尼亚标准时间（AMT）是用于亚美尼亚和纳戈尔诺-卡拉巴赫共和国的时间。亚美尼亚标准时间比格林尼治时间早4个小时，位于UTC+04:00。亚美尼亚于2012年停止使用夏令时。